# Карпюк Петро Пилипович
Карпюк Петро Пилипович — майстер народної творчості, художник, живописець з м. Коростишів Житомирської області. Заслужений майстер народної творчості України.
Закінчив фізико-математичний факультет Житомирського педагогічного інституту. Потім навчався в Одесі на художньо-графічному. Був одним із перших викладачів Коростишівської дитячої художньої школи.
За словами митця перша виставка відбулася ще в 1970-му році, на місцевому рівні. Провів кілька персональних виставок у Житомирі, Києві, Черкасах. Неодноразово брав участь у Всеукраїнській виставці на Львівській площі в Києві.